# Óxido de terbio(III)
El óxido de terbio(III), también conocido como sesquióxido de terbio, es un óxido del metal terbio perteneciente a los lantánidos, cuya fórmula química es Tb2O3.

## Propiedades y Obtención
Es un semiconductor tipo p cuando está dopado con calcio, y puede ser preparado por la reducción de Tb4O7 con hidrógeno a 1300 °C durante 24 horas.
{\displaystyle {\rm {\ Tb_{4}O_{7}+H_{2}\rightarrow 2Tb_{2}O_{3}+H_{2}O}}}

## Usos
El óxido de terbio(III), de color marrón oscuro, puede ser potencialmente empleado para fabricar las sustancias luminiscentes o fósforos de color verde en los tubos de rayos catódicos de los televisores.